# Communes de la wilaya de Biskra
Pour les autres communes, voir Liste des communes d'Algérie.
Liste des principales communes de la Wilaya algérienne de Biskra :
- Aïn Naga
- Aïn Zaatout
- Biskra
- Bordj Ben Azzouz
- Bouchagroune
- Branis
- Chetma
- Djemorah
- El Feidh
- El Ghrous
- El Hadjeb
- El Haouch
- El Kantara
- El Mizaraa
- El Outaya
- Foughala
- Khenguet Sidi Nadji
- Lichana
- Lioua
- M'Chouneche
- Mekhadma
- M'Lili
- Oumache
- Ourlal
- Sidi Okba
- Tolga
- Zeribet El Oued

## Anciennes communes avant 2019
Avant l'organisation territoriale de 2019, les communes de la nouvelle wilaya d'Ouled Djellal étaient rattachées à la wilaya :
1. Besbes
2. Doucen
3. Ech Chaïba
4. Ouled Djellal
5. Sidi Khaled
6. Ras El Miaad